# Aclytia flavicaput
Aclytia flavicaput är en fjärilsart som beskrevs av Rothschild 1912. Aclytia flavicaput ingår i släktet Aclytia och familjen björnspinnare. Inga underarter finns listade i Catalogue of Life.